# Antonino Meli
Antonino Meli (Collesano, 19 giugno 1920 – Collesano, 16 novembre 2014) è stato un magistrato italiano.

## Biografia
Nato nel comune siciliano di Collesano, Meli fu militare durante la seconda guerra mondiale e prigioniero come Internato Militare Italiano. In seguito si sposò ed ebbe sei figli.
Dopo essere stato magistrato di Cassazione e presidente di sezione della Corte di appello di Caltanissetta, fu designato, in una seduta notturna del Consiglio superiore della magistratura, avvenuta il 19 gennaio 1988, consigliere istruttore della Procura di Palermo, venendo preferito a Giovanni Falcone. Designazione che scatenò severe polemiche anche negli anni successivi.
Il posto era rimasto vacante dopo le dimissioni di Antonino Caponnetto, che l'aveva lasciato confidando proprio nella successione di Falcone; la nomina di Meli fu approvata con 14 voti favorevoli, 10 contrari e 5 astenuti, e motivata per la sua maggior anzianità di servizio.
Nel giugno 1990 con la riforma, procuratore capo della Repubblica diviene Pietro Giammanco e l'ufficio istruzione svuotato di gran parte dei suoi compiti.
Il 25 giugno 1992, durante un Convegno a Palermo organizzato da La Rete e dalla rivista Micromega, poche settimane dopo che Giovanni Falcone era stato barbaramente ucciso in un attentato, Paolo Borsellino affermò:
Antonino Caponnetto, intervistato nel 1996 da Gianni Minà nella trasmissione Storie (Rai 2), alla domanda «Chi ha distrutto il pool antimafia, Meli o Giammanco?» rispose:
(Antonino Caponnetto)
Nell'ottobre del 1993 andò in pensione da capo dell'ufficio istruzione di Palermo per raggiunti limiti di età. Morì nel 2014 nello stesso comune di nascita, all'età di 94 anni. 